# کرینگتون
کرینگتون (انگلیسی: Carrington) فیلمی در ژانر زندگینامه‌ای و درام به کارگردانی کریستوفر همپتون است که در سال ۱۹۹۵ منتشر شد. این فیلم به داستان زندگی دورا کرینگتون نقاش بریتانیایی اوایل قرن بیستم می‌پردازد.

این فیلم در سال ۱۹۹۵ برنده جایزه هیئت داوران جشنواره فیلم کن شد و جاناتان پرایس توانست جایزه بهترین بازیگر مرد جشنواره فیلم کن را از آن خود کند.

## بازیگران
- اما تامسون
- جاناتان پرایس
- استیون ودینگتون
- ساموئل وست
- روفوس سیول
- پنه‌لوپه ویلتون
- جانت مک‌تیر
- جرمی نورثام
- الکس کینگستون
- گری ترنر
- پیتر بلایت